# Соколов, Андрей Александрович
Андрей Александрович Соколов (1918—1984) — советский оперный певец (тенор). Солист Большого театра (1953—1983). Заслуженный артист РСФСР (1968).

## Биография
Сын оперной певицы.
До войны учился в Свердловском музыкальном училище по классу фортепиано.
В 1941 году прервал учёбу в связи с началом Великой Отечественной войны.
После войны окончил фортепианное отделение училища и поступил на вокальный факультет консерватории (класс педагога И. Вигасина, потом Ф. Образцовской).
Был солистом Свердловской филармонии, откуда и перевёлся в Большой театр.

## Репертуар
- Финн («Руслан и Людмила»)
- Собинин («Иван Сусанин»)
- Шуйский («Борис Годунов»)
- Голицын («Хованщина»)
- Князь («Русалка»)
- Водемон («Иоланта»)
- Владимир Игоревич («Князь Игорь»)
- Княжич («Чародейка»)
- Гвидон («Сказка о царе Салтане»)
- Лоренцо («Фра-Дьяволо»)
- Альфред («Травиата»)
- Пинкертон «Чио-Чио-сан»
- Анатоль Курагин («Война и мир»)
- Паоло («Франческа да Римини»)
- Лизандр («Сон в летнюю ночь»)
- Священник («Мёртвые души»)
- Самойлов («Мать»).

## Видеозаписи
- 1978 — «Борис Годунов» Модеста Мусоргского, Шуйский, дир. Борис Хайкин